# Nukleare C*-Algebra
Die im mathematischen Teilgebiet der Funktionalanalysis betrachteten nuklearen C*-Algebren bilden eine große Klasse von C*-Algebren, die wichtige Teilklassen umfasst. Die nuklearen C*-Algebren sind im Zusammenhang mit Eindeutigkeitsfragen bezüglich Tensorprodukten eingeführt worden; daher rührt auch der Name nuklear, der in Anspielung auf die nuklearen Räume aus der Theorie der lokalkonvexen Räume gewählt wurde.

## Definition
Sind {\displaystyle A} und {\displaystyle B} zwei C*-Algebren, so kann man auf dem algebraischen Tensorprodukt {\displaystyle A\odot B} auf mehrere Arten eine C*-Norm {\displaystyle \alpha } definieren, das heißt eine Norm {\displaystyle \alpha }, so dass
- {\displaystyle (A\odot B,\alpha )} ist eine normierte Algebra
- {\displaystyle \alpha (s^{*}s)\,=\,\alpha (s)^{2}} für alle {\displaystyle s\in A\odot B}

gilt. Eine C*-Algebra {\displaystyle A} heißt nuklear, wenn es für jede C*-Algebra {\displaystyle B} genau eine solche C*-Norm auf {\displaystyle A\odot B} gibt.
Da es auf {\displaystyle A\odot B}  stets eine minimale C*-Norm, nämlich die Norm des räumlichen Tensorproduktes, und eine maximale C*-Norm gibt, bedeutet die Nuklearität für eine C*-Algebra {\displaystyle A}, dass für jede C*-Algebra {\displaystyle B} die minimale und maximale C*-Norm auf {\displaystyle A\odot B} zusammenfallen. M. Takesaki sprach in diesem Zusammenhang von C*-Algebren mit der Eigenschaft T, die Bezeichnung nukleare C*-Algebra geht auf C. Lance zurück.

## Beispiele
- Kommutative C*-Algebren sind nuklear. Das eindeutig bestimmte Tensorprodukt fällt in diesem Fall mit dem injektiven Tensorprodukt zusammen[2].

- Allgemeiner sind alle postliminalen C*-Algebren nuklear, wie bereits in der unten erwähnten Arbeit von Takesaki gezeigt wurde.

- Endlich-dimensionale C*-Algebren sind nuklear, denn diese sind endliche direkte Summen von Matrix-Algebren {\displaystyle M_{n}} und es ist {\displaystyle M_{n}\otimes B\cong M_{n}(B)} für jede C*-Algebra {\displaystyle B} mit der im Artikel über das räumliche Tensorprodukt beschriebenen Norm auf {\displaystyle M_{n}(B)}.

- Die reduzierte Gruppen-C*-Algebra {\displaystyle C_{r}^{*}(G)} einer zusammenhängenden oder mittelbaren Gruppe {\displaystyle G} ist nuklear. Für diskrete Gruppen gilt nach einem Satz von C. Lance auch die Umkehrung: Für eine diskrete Gruppe ist {\displaystyle C_{r}^{*}(G)} genau dann nuklear, wenn {\displaystyle G} mittelbar ist.[3]

- {\displaystyle C^{*}(F_{2}),C_{r}^{*}(F_{2})} und {\displaystyle L(\ell ^{2})} sind Beispiele für C*-Algebren, die nicht nuklear sind, wobei {\displaystyle F_{2}} die von 2 Elementen erzeugte freie Gruppe  und {\displaystyle \ell ^{2}} der Folgenraum der quadratsummierbaren Folgen ist.

## Eigenschaften
- Abgeschlossene zweiseitige Ideal und Quotienten nuklearer C*-Algebren sind wieder nuklear.

- Ist umgekehrt {\displaystyle 0\rightarrow J\rightarrow A\rightarrow B\rightarrow 0} eine kurze exakte Sequenz von C*-Algebren mit nuklearen {\displaystyle J} und {\displaystyle B}, so ist auch {\displaystyle A} nuklear.[4]

- Unter-C*-Algebren nuklearer C*-Algebren sind im Allgemeinen nicht wieder nuklear. Genau dann sind alle Unter-C*-Algebren einer nuklearen C*-Algebra wieder nuklear, wenn die C*-Algebra postliminal ist.[5]

- Induktive Limiten von nuklearen C*-Algebren sind wieder nuklear, daher sind alle AF-C*-Algebren nuklear[6].

- Ist {\displaystyle (A,G,\alpha )} ein C*-dynamisches System mit einer nuklearen C*-Algebra {\displaystyle A} und einer mittelbaren Gruppe {\displaystyle G}, so ist auch das verschränkte Produkt {\displaystyle A\ltimes _{\alpha }G} nuklear[7]. Insbesondere sind die irrationalen Rotationsalgebren nuklear.

- Eine C*-Algebra {\displaystyle A} ist genau dann nuklear, wenn die Identität {\displaystyle \mathrm {id} _{A}} punktweiser Normlimes vollständig positiver, 1-beschränkter Operatoren endlichen Ranges ist, das heißt, es gibt ein Netz {\displaystyle (P_{i})_{i\in I}} vollständig positiver Operatoren mit {\displaystyle \mathrm {dim} P_{i}(A)<\infty } und {\displaystyle \|P_{i}\|\leq 1} für alle {\displaystyle i\in I} und {\displaystyle \textstyle \lim _{i\in I}\|P_{i}(a)-a\|=0} für alle {\displaystyle a\in A}.[8]

- Eine Von-Neumann-Algebra heißt hyperfinit, wenn sie eine aufsteigende Folge endlich-dimensionaler *-Algebren enthält, deren Vereinigung bezüglich der schwachen Operatortopologie dicht liegt. Eine C*-Algebra ist genau dann nuklear, wenn ihre einhüllende Von-Neumann-Algebra hyperfinit ist. Siehe[9][10] für weitere äquivalente Charakterisierungen.